# Louise Rickard
Louise Rickard (Warrington, 31 dicembre 1970) è una rugbista a 15 che vanta 112 presenze per il Galles, record per il suo Paese e secondo miglior traguardo al momento del ritiro dietro la scozzese Donna Kennedy (115); laureata in zoologia e biologia, insegna a Woodbridge.

## Biografia
Nata a Warrington, in Inghilterra, Rickard intraprese ad Aberystwyth, in Galles, gli studi accademici di zoologia e biologia e, al ritorno dalla California, dove trascorse il secondo anno di università, decise di specializzarsi nell'indirizzo marino; ad Aberystwyth iniziò a giocare a rugby per la squadra del suo istituto e successivamente, tornata in Inghilterra, per le Saracens.
Nel 1993, nel ruolo di tre quarti ala, debuttò per il Galles proprio contro l'Inghilterra venendo tuttavia sconfitta, e nel 1994 partecipò alla prima delle sue quattro Coppe del Mondo.
Nel 1994 fece parte della prima selezione gallese (sia maschile che femminile) capace di vincere una serie in Sudafrica.
Nel 2008 divenne la prima gallese a raggiungere le 100 presenze in nazionale e nel 2009 capitanò la squadra nella prima vittoria della Triple Crown, avendo battuto nella stessa edizione del Sei Nazioni le squadre di Inghilterra, Irlanda e Scozia.
Nel 2010 disputò il suo quarto e ultimo mondiale, terminando successivamente la carriera di club nelle Woodbridge Amazons.
Al momento del suo ritiro vantava 112 presenze internazionali, all'epoca la seconda miglior quota di sempre dietro la scozzese Donna Kennedy che era giunta a 115 nel corso della stessa stagione; successivamente l'inglese Rochelle Clark raggiunse e superò il primato relegando Rickard al terzo posto, detenuto ancora al 2018; rimane comunque la giocatrice gallese con il maggior numero di presenze internazionali.
Nella vita professionale Rickard, che risiede a Ipswich nel Suffolk, è responsabile del dipartimento di biologia all'istituto superiore Woodbridge School.